# Айтимова, Бырганым Сариевна
Бырганым Сариевна Айтимова (род. 26 февраля 1953, п. Бакаушино, Зеленовский р-н, Западно-Казахстанская обл.) — казахстанский государственный деятель, депутат Сената Парламента Республики Казахстан (2013—2019), Постоянный Представитель Республики Казахстан при Организации Объединённых Наций (2007—2013) и Министр образования и науки Республики Казахстан (2004—2007).

## Биография
Родилась 26 февраля 1953 года в Западно-Казахстанской области. Происходит из рода Ногай-казах (подрод Кояс).
Окончила Уральский педагогический институт имени А. С. Пушкина по специальности «учитель английского языка», юридический факультет Казахского государственного Национального университета им. аль-Фараби по специальности «юрист».
После окончания института в 1974—1976 годах работала преподавателем в средней школе в Уральской области, затем, в 1976—1979 годах, секретарём комитета комсомола совхоза, заведующей сектором, заведующей отделом Уральского обкома ЛКСМ Казахстана.
В 1979 году избирается первым секретарём Уральского городского комитета ЛКСМ Казахстана, а в 1981 году — первым секретарём Уральского обкома ЛКСМ Казахстана.
В 1983 — секретарь Центрального комитета ЛКСМ Казахстана.
С 1987 по 1990 — заместитель председателя правления Казахского отделения Советского детского фонда.
В 1990—1993 — работала в должности председателя Комитета Верховного Совета Республики Казахстан по делам молодежи.
В 1993—1996 — министр по делам молодёжи, туризма и спорта.
В январе-октябре 1996 года — депутат Сената Парламента Республики Казахстан.
С октября 1996 — посол Казахстана в Израиле, затем — Италии.
С 14 мая 2004 года — заместитель Премьер-Министра Республики Казахстан.
С 13 декабря 2004 года — Министр образования и науки Республики Казахстан.
С февраля 2007 — назначена Постоянным Представителем Республики Казахстан при Организации Объединённых Наций.
В том же году стала послом Республики Казахстан на Кубе.
26 августа 2013 года была освобождена от должностей Постоянного представителя Казахстана при ООН и посла Казахстана в Республике Куба по совместительству и назначена депутатом сената.
12 августа 2019 года — указом главы государства Касым-Жомарта Токаева прекращены полномочия депутата сената парламента Бырганым Айтимовой.
1 октября 2019 года — избрана на должность заместителя председателя Совета сенаторов.

## Семья
Муж: Абдуллаев Нурлан Бек-Алиевич
Дети: сын — Сакен (1971 г.р.), дочь — Сабина (1989 г.р.)

## Критика
Подвергается критике за высказывания осуждения молодежи вышедшей на площадь в декабре 1986 года когда была секретарем ЦК ЛКСМ Казахской ССР. Айтимова тогда утверждала что большинство студентов резко обсуждают хулиганские действия отдельных молодых людей националистически настроенных, считают, что они не могут представлять интересы и выступать от имени всего студенчества города.
Кроме того, подверглась общественной обструкции и за неоднозначные высказывания по поводу грамотности казахов, в том числе и на популярных юмористических каналах и передачах.

## Награды
- Орден Достык 2 степени (2006)[7]
- Орден Парасат
- Орден Курмет (2001)[8]
- Орден «Знак Почёта» (1984)[9]
- Грамота Президиума Верховного Совета КазССР
- Орден «Содружество» (12 апреля 2018, Межпарламентская ассамблея СНГ) — за активное участие в деятельности Межпарламентской Ассамблеи и её органов, вклад в укрепление дружбы между народами государств — участников Содружества Независимых Государств[10]
- Медаль «За укрепление парламентского сотрудничества» (26 ноября 2015, Межпарламентская ассамблея СНГ) — за особый вклад в развитие парламентаризма, укрепление демократии, обеспечение прав и свобод граждан в государствах — участниках Содружества Независимых Государств[11]
- Медаль «МПА СНГ. 25 лет» (27 марта 2017, Межпарламентская ассамблея СНГ) — за заслуги в деле развития и укрепления парламентаризма, за вклад в развитие и совершенствование правовых основ функционирования Содружества Независимых Государств, укрепление международных связей и межпарламентского сотрудничества[12]